# Westmalle

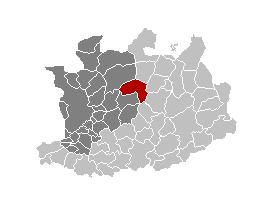
Ubicación de Malle en la provincia de Amberes

Westmalle es un pueblo en la provincia belga de Amberes, que es parte del municipio de Malle.

## Turismo
Westmalle es principalmente conocido por los Abadía trapense de Westmalle de la Orden Cisterciense de la Estricta Observancia (O. C. S. O.: Ordo Cisterciensium reformatorum), y su fábrica de cerveza. Los monjes trapenses operan una fábrica de cerveza y también hacen queso. Además, el Monasterium Magnificat de Westmalle es el único monasterio de la Annunciade Orden en Bélgica. El Castillo de Westmalle se remonta a 1100. El molino de viento Scherpenberg está todavía en funcionamiento y está abierto a los visitantes.
La estatua de la Pedaalstompers conmemora el récord de la bicicleta más larga del mundo.

## Personas notables
- Martinus Dom (1791-1873), primer abad de la Abadía Trapense de Westmalle y fundador de la cervecería.
- Pablo Lewi (4 de enero de 1938 en Westmalle), un científico.
- Francisco Severeyns, apodado Cisse (1968 en Westmalle), delantero de fútbol
- Seppe Smits (b. 13 de julio de 1991, en Westmalle), snowboarder profesional